# Добрый друг Декстер
Добрый друг Декстер (англ. Dearly Devoted Dexter) — это логическое продолжение детективного триллера Дремлющий демон Декстера о Декстере Моргане, судмедэксперте по брызгам крови с социопатическими наклонностями и желанием время от времени убивать. Роман Джеффа Линдсея от первого лица уже существенно отличается от второго сезона сериала Декстер, и единственная связь — главные герои.

## Сюжет
На этот раз у Декстера появляется очень хитрый антагонист, человек с очень интересной манерой пыток. Способ убийства жертв нового серийного психопата из военного прошлого коллеги Декстера, Доакса, напоминает игру виселица, только, в отличие от оригинала игры, за каждую неугаданную букву жертва теряет конечность или другую часть своего тела. Для того, чтобы усилить эффект от пытки, убийца использует психотропные вещества и зеркала, в которых можно видеть себя искалеченным и изуродованным.
Декстер замечает социопатические наклонности у своих приемных детей Коди и Астор, и в то же время примечает себе новую жертву, по-видимому педофила-детоубийцу. Однако у него не очень много времени, так как его сестра вовлекает в новое расследование.
Декстер оказывается вовлеченным в это дело, а новый парень его сводной сестры, Дебры, появляется в списке жертв нового маньяка, Доктора Данко. Кайла Чатского удалось вытащить из плена Данко, хоть уже не полностью (его лишили руки и ноги), после чего Декстер и сам попадает на стол к садисту, как и его коллега Доакс…